# Ardisia venosa
Ardisia venosa är en viveväxtart som beskrevs av Maxwell Tylden Masters och J. D. Smith. Ardisia venosa ingår i släktet Ardisia och familjen viveväxter. Inga underarter finns listade i Catalogue of Life.